# Ahmad Sabir Chalil
Ahmad Sabir Chalil (arab. أحمد صابر خليل) – egipski zapaśnik walczący w stylu wolnym. Piąty na igrzyskach afrykańskich w 1999. Brązowy medalista mistrzostw Afryki w 1998 i 2000 roku.